# Đức Giêsu chữa lành bà mẹ vợ ông Phêrô

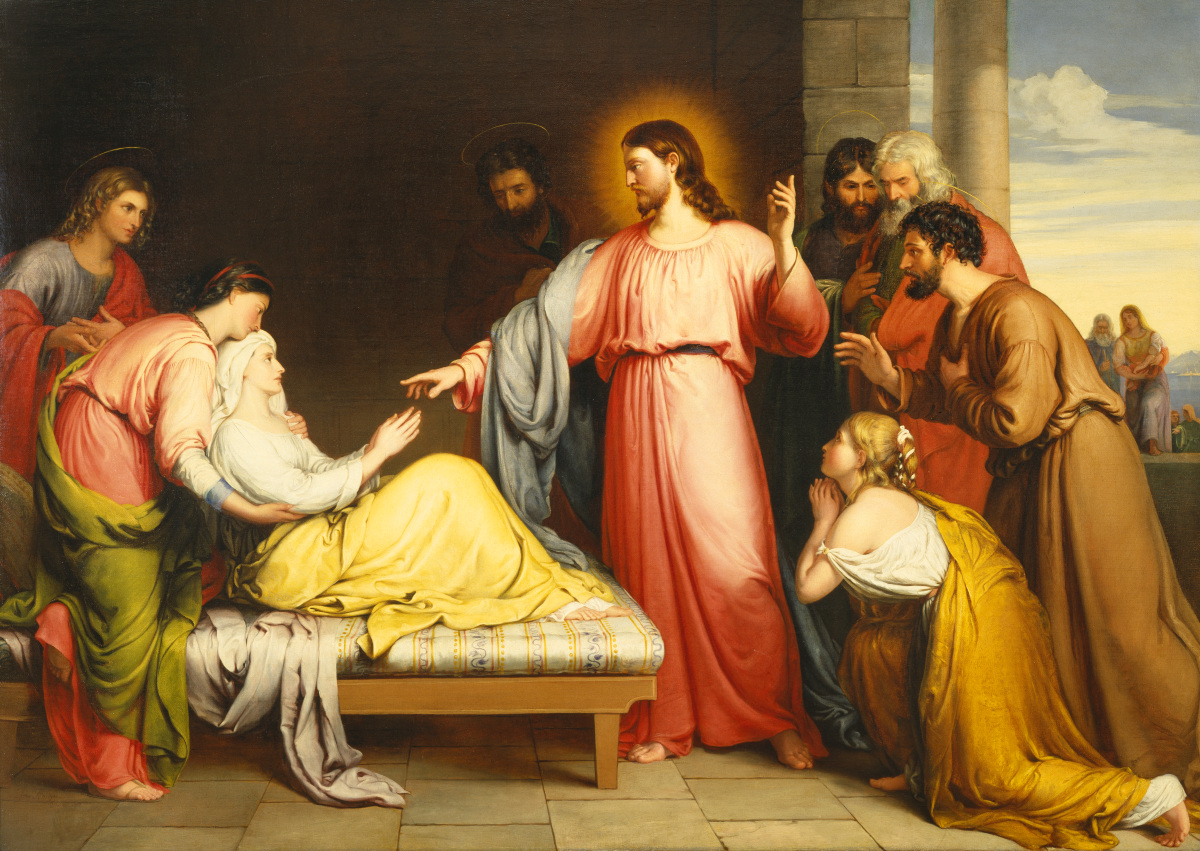
”Chúa Giêsu chữa lành bà mẹ vợ ông Phêrô, tranh của John Bridges vào năm 1839.

Đức Giêsu chữa lành bà mẹ vợ ông Phêrô là một phép lạ của Đức Giêsu được mô tả trong cả ba Phúc âm Nhất lãm (Mc 1, 29-31; Mt 8, 14-15; Lc 4, 38-39). Bối cảnh của phép lạ này là khi Đức Giêsu đang ở Caphácnaum.

## Mô tả phép lạ trong các Phúc âm

### Phúc âm Máccô
Phúc âm Máccô mô tả Đức Giêsu chữa lành bà mẹ vợ ông Phêrô trong một chuỗi trình thuật kết nối nhau về thời khóa biểu một ngày làm việc của Người tại Caphácnaum từ câu 21 đến 45 của Chương 1. Máccô bắt đầu trình thuật ở câu 29 với công thức thường dùng “ngay lập tức” (εὐθὺς) ngụ ý việc chữa lành diễn ra ngay trong Ngày Sabát sau khi Người đã giảng dạy tại hội đường Caphácnaum ở các câu 21-23. Đức Giêsu đến nhà hai ông Phêrô và Anrê, nơi dường như là địa điểm gặp gỡ của Đức Giêsu và các tông đồ của người trong khi Người thi hành sứ vụ tại Caphácnaum. Trình thuật nêu tên hai ông Giacôbê và Gioan để nhấn mạnh đến sự hiện diện của bốn người được kêu gọi tại Mc 1, 16-20. Bốn môn đệ đầu tiên được Đức Giêsu kêu gọi cũng là những người đầu tiên chứng kiến công việc chữa lành bệnh tật và trừ quỷ của Đức Giêsu. Qua trình thuật này cũng khẳng định ông Phêrô đã lấy vợ như cũng được ghi nhận tại Thư thứ nhất gửi tín hữu Côrintô: “Phải chăng tôi không có quyền ăn uống, không có quyền đem theo một người chị em tín hữu như các tông đồ khác, như các anh em của Chúa và như ông Kê-pha?” (1 Cr 9, 19).
Trình thuật chữa bệnh cho bà mẹ vợ ông Phêrô không được khai triển, nhưng chỉ được nói lướt qua một cách nhanh chóng. Khác với trình thuật về trừ quỷ trước đó (1,21-28), Đức Giêsu không nói một lời nào nhưng Người dùng sự chạm về thể lý. Tác giả Phúc âm Máccô thường miêu tả Đức Giêsu chạm vào người khác (Mc 1, 41; 5, 41; 6, 5; 7, 32-33, 8, 23-25) hay người khác chạm vào Đức Giêsu để chữa bệnh. Sự đụng chạm thể lý như nắm lấy tay người bệnh gia tăng hình ảnh của Đức Giêsu như một Đấng mang quyền lực Thần Khí, mà sự hiện diện của Người đem đến sự trọn vẹn. Động từ “nâng dậy” (ἤγειρεν) khi chữa lành bà mẹ vợ ông Phêrô cũng được sử dụng nói về sự sống lại của con người (Mc 12, 26), sự phục sinh của Đức Giêsu (Mc 14, 28; Mc 16, 6) và cũng được dùng trong trình thuật Đức Giêsu cho con gái ông Giaia sống lại (Mc 6, 41). Bối cảnh bản văn có thể thấy tác giả Phúc âm Máccô miêu tả nguồn gốc cơn sốt là một căn bệnh thể lý. Cơn sốt (πυρετός) rời đi (ἀφῆκεν) dường như là nhân cách hóa nhưng theo R. France, cách dùng này tương tự như Mt 8,15; Lc 4,39 và Ga 4,52, là một thành ngữ tự nhiên, không nhất thiết là nhân cách hóa của cơn sốt.
Sau khi hết cơn sốt, bà mẹ vợ ông phục vụ Đức Giêsu và các môn đệ. R. France cho rằng trong bối cảnh này ý nghĩa có thể nhất là cung cấp thức ăn uống. Động từ “phục vụ (διακονέω) được dùng trong Phúc âm Máccô về các thiên sứ “hầu hạ” Đức Giêsu trong hoang địa, nói lên Đức Giêsu phục vụ (Mc 10, 45 "Con Người đến không phải để được người ta phục vụ, nhưng là để phục vụ") và các bà đã đi theo và phục vụ Đức Giêsu khi Người còn ở Galilê.
(29) Vừa ra khỏi hội đường Ca-phác-na-um, Đức Giê-su đi đến nhà hai ông Si-môn và An-rê. Có ông Gia-cô-bê và ông Gio-an cùng đi theo.(30) Lúc đó, bà mẹ vợ ông Si-môn đang lên cơn sốt, nằm trên giường. Lập tức họ nói cho Người biết tình trạng của bà.(31) Người lại gần, cầm lấy tay bà mà đỡ dậy; cơn sốt dứt ngay và bà phục vụ các ngài.
(Bản dịch của Nhóm Phiên Dịch Các Giờ Kinh Phụng Vụ)

### Phúc âm Mátthêu
So với Phúc âm Máccô, Mátthêu bỏ qua bối cảnh của Máccô và cũng không nhắc đến bốn ông Phêrô, Anrê, Giacôbê và Gioan. Bà mẹ vợ ông Phêrô sau khi được chữa lành đã đi phục vụ Đức Giêsu thay vì các ngài như tại Mc 1, 31. Mátthêu cũng thêm vào ở câu 17 Chương 8 để cho thấy trình thuật chữa lành bà mẹ vợ ông Phêrô và đám đông dân chúng ứng nghiệm Sách I-sai-a “Người đã mang lấy các tật nguyền của ta và gánh lấy các bệnh hoạn của ta” (Is 53, 4). Việc trích dẫn này không những cho thấy việc làm của Đức Giêsu ứng nghiệm lời Cựu Ước mà còn thể hiện Đức Giêsu là Người Tôi tớ đau khổ của Thiên Chúa.
(14) Đức Giê-su đến nhà ông Phê-rô, thấy bà mẹ vợ ông đang nằm liệt và lên cơn sốt.(15) Người đụng vào tay bà, cơn sốt dứt ngay và bà trỗi dậy phục vụ Người.
(Bản dịch của Nhóm Phiên Dịch Các Giờ Kinh Phụng Vụ)

### Phúc âm Luca
Trong Lc 4, 39 Đức Giêsu quát mắng (ἐπετίμησεν) cơn sốt. Điều này ngụ ý một sự thiếu phân biệt rõ ràng giữa bệnh tật và sự bị chiếm ngự bởi thần dữ.
(38) Đức Giê-su rời khỏi hội đường, đi vào nhà ông Si-môn. Lúc ấy, bà mẹ vợ ông Si-môn đang bị sốt nặng. Họ xin Người chữa bà.(39) Đức Giê-su cúi xuống gần bà, ra lệnh cho cơn sốt, và cơn sốt biến mất: tức khắc bà trỗi dậy phục vụ các ngài.
(Bản dịch của Nhóm Phiên Dịch Các Giờ Kinh Phụng Vụ)